# Peter Browngardt
Peter Browngardt (Sag Harbor, 12 agosto 1979) è un animatore e doppiatore statunitense. È noto soprattutto per aver creato le serie animate Uncle Grandpa e Secret Mountain Fort Awesome.
Attualmente lavora come produttore esecutivo e direttore creativo per i cartoni animati dei Looney Tunes. È noto soprattutto per essere il creatore di Uncle Grandpa di Cartoon Network di cui presta anche la voce al personaggio principale, uno spin-off del precedente Secret Mountain Fort Awesome. Browngardt ha maturato esperienze lavorative in serie come Futurama, The Venture Bros., Chowder, Le meravigliose disavventure di Flapjack e Adventure Time.

## Biografia
Nato e cresciuto a Sag Harbor, a New York, Peter Browngardt ha frequentato la California Institute of the Arts. Nel 2021, Browngardt ha firmato un accordo globale con Warner Bros. Animation e Cartoon Network Studios che gli avrebbe consentito di sviluppare e produrre programmi animati per entrambi gli studi.
Browngardt ha anche diretto il primo lungometraggio interamente animato dei Looney Tunes, The Day the Earth Blew Up: A Looney Tunes Movie, uscito nelle sale nel 2024.
Nel dicembre 2024, Browngardt ha annunciato di aver preso parte a un imminente progetto Pokémon tra Aardman Animations e The Pokemón Company per Netflix.

## Carriera
Nel 2021, Browngardt ha firmato un accordo globale con Warner Bros. Animation e Cartoon Network Studios che gli consentirà di sviluppare e produrre serie animate in entrambi gli studi.

## Filmografia

### Attore

#### Cinema
- The Last American, regia di Audie Harrison (2003)

### Sceneggiatore
- Chowder - Scuola di cucina – serie animata, 13 episodi (2007-2010)
- Adventure Time – serie animata, 1 episodio (2010)
- Le meravigliose disavventure di Flapjack – serie animata, 2 episodi (2010)
- Secret Mountain Fort Awesome – serie animata, 26 episodi (2011-2012)
- Uncle Grandpa – serie animata, 153 episodi (2013-2017)
- Looney Tunes Cartoons – serie animata (2020-2021)

### Doppiatore
- Chowder - Scuola di cucina – corto televisivo, 1 episodio (2008)
- Adventure Time – serie animata, 1 episodio (2012)
- Secret Mountain Fort Awesome – serie animata, 26 episodi (2011-2012)
- Uncle Grandpa – serie animata, 153 episodi (2013-2017)
- Steven Universe – serie animata, 1 episodio (2015)
- Lo straordinario mondo di Gumball – serie animata, 1 episodio (2015)
- Clarence – corto televisivo, 1 episodio (2017)
- OK K.O.! – serie animata, 1 episodio (2018)
- SpongeBob – serie animata, 1 episodio (2017-2020)

### Produttore
- The Last American, regia di Audie Harrison (2003)

### Regista
- Looney Tunes Cartoons – serie animata (2020-2023)
- Un'avventura spaziale - Un film dei Looney Tunes (2024)

## Doppiatori italiani
Da doppiatore è sostituito da:
- Roberto Stocchi in Uncle Grandpa, Steven Universe, Lo straordinario mondo di Gumball, OK K.O.!,